# 빕 더 밉
빕 더 밉 (Beep the Meep)은 영국의 장수 SF 드라마 닥터 후 세계관의 여러 작품에 등장하는 외계인이다. 4대 닥터가 활동하던 시절이던 1980년 《닥터 후 매거진》에서 연재된 만화의 등장인물로 처음 소개되었으며 이후 빅 피니시 프로덕션에서 제작한 오디오 드라마에서도 등장했다.
코믹스와 오디오 드라마에서는 큼직한 눈과 기다란 귀를 가지고 있으며, 털이 복슬복슬한 둥근 형태의 두 발 동물로, 표정이 풍부해 귀엽고 사랑스러운 모습과는 달리, 그 속내는 악의로 가득하고 살인에 거리낌 없는 침략자이자 독재자의 본성으로 가득차 있는 악당으로 묘사된다.
2023년 60주년 스페셜 1화 "The Star Beast" 편을 통해 TV 시리즈에 처음으로 등장할 예정이다. 성우는 미리엄 마걸리스가 맡는다.

## 행적

### 만화 출연
1980년 닥터 후 매거진 제19호~제26호에 연재된 팻 밀스, 존 와그너 글, 데이브 기번스 그림의 만화 <Doctor Who and the Star Beast> (닥터 후와 별의 야수)에 처음 등장하였다. 작중 빕 더 밉은 밉족(Meeps)의 우두머리로서, 밉족은 평화롭고 진보를 이룬 종족으로서 조화와 행복 속에 살았으나, 흑성을 공전하는 행성 궤도의 방사선에 쏘이는 바람에, 무자비한 정복 전쟁을 일으키는 공격적인 종족으로 변이되어 버렸다.
빕 더 밉이 이끄는 우주 함선은 우주의 사법 집행관을 자처하는 곤충형 종족 라스 워리어(Wrath Warriors)를 만나 도망치다 결국 지구 상공에 이르러 격추되어 파괴되고 만다. 영국의 도시 블랙캐슬(Blackcastle)로 추락한 빕은 숨을 곳을 찾다 학생들을 만나게 되는데, 이때 자신의 귀여운 외모를 이용해 본인을 무자비한 라스들로부터 쫓기고 있는, 불쌍하면서도 해를 끼치지 않는 생물로 가장한다. 빕 더 밉을 만난 4대 닥터 역시 그 모습에 속아 라스들로부터 보호해 준다. 빕은 블랙캐슬 시가 박살이 나는 한이 있더라도 초공간 점프로 우주선을 이륙시켜 탈출해야겠다는 마음을 먹고, 인간들에게 최면을 걸어 우주선 수리를 시키기 시작한다. 그러나 뒤늦게 빕의 본성을 깨달은 닥터가 라스 워리어들로 하여금 빕 더 밉을 체포하게 만들면서 빕은 결국 끌려가고 만다. 빕을 만난 두 학생 중 한 명인 섀런 데이비스(Sharon Davies)는 닥터의 동행자로 합류하여 이후 만화에서 등장인물로 활약한다.
1991년 <닥터 후 매거진> 제173호에 연재된 만화 <Party Animals>에 카메오로 출연한 것을 제외하면 한동안 등장하지 않았던 빕은, 1996년 <닥터 후 매거진 이어북> (Doctor Who Magazine Yearbook)에 연재된 제2탄 <The Star Beast II>를 계기로, 첫 등장 이후 15년 만에 다시 악당으로 활약하게 되었다. 여기서 라스 워리어로부터 가석방된 빕은 복수를 다짐하지만 4대 닥터가 흑성 에너지를 사용하여 어린이 영화 <내사랑 래시> (For the Love of Lassie)에 가둬 버린다는 이야기를 담고 있다. 이후 1999년 닥터 후 매거진 제283호의 <Tv Action!>에서 빕 더 밉은 1979년의 평행세계로 시간여행을 하는데, 실제 닥터가 닥터후라는 제목의 TV 프로그램에 갇혀 버린 세계였다. 빕은 전 인류를 자기처럼 사악하게 만들겠다는 생각으로 영국 전역의 가정에 흑성 방사선을 송출할 계획을 세운다. 그리고서 계획 실행을 위해 BBC 텔레비전 센터를 장악하러 갔다가, 배우 톰 베이커를 자기가 증오하는 닥터로 착각해 버린다. 산만해진 빕이 시간낭비를 하는 동안 8대 닥터와 동행자 이지, 그리고 TV 출연자들이 힘을 모아 빕의 음모를 저지한다는 이야기다.

### 오디오극과 TV 에피소드 실사화
2002년 1월 발행된 닥터 후 매거진 제313호의 증정품으로 제공된 홍보 CD에는 빅 피니시 프로덕션에서 제작한 오디오 드라마 <The Ratings War>가 수록되었는데 여기서 처음으로 빕 더 밉이 출연한다. 성우는 토비 롱워스(Toby Longworth)가 맡았다. 작중 6대 닥터(콜린 베이커)에 맞서 <TV Action!> 편과 거의 똑같은 음모를 벌이게 되는데, 이번에는 억지로 방송국을 장악하는 것이 아니라 인간들을 속여 정복하기 위해 <빕과 친구들> (Beep and Friends)라는 어린이 프로그램을 제작한다는 설정이다. 그러나 닥터에게 다시 한번 더 패배하여 라스 워리어에게 넘겨지는 것으로 끝난다.
2019년 3월 빅 피니시 프로덕션에서 <The Comic Strip Adaptations Volume 1> 오디오북 출시와 함께 만화 연재분의 오디오 드라마화를 진행하면서 <Doctor Who and the Star Beast> 만화 시리즈의 한 편도 드라마로 제작되었다. 빕 더 밉의 성우는 베선 딕슨 베이트(Bethan Dixon Bate)가 맡았다.
2022년 12월, 내년에 방송될 60주년 기념 스페셜에 빕 더 밉과 라스 워리어가 처음으로 TV 드라마 본편에 등장할 것이라는 소식이 발표되었다. 2023년 9월에는 미리엄 마걸리스가 빕 더 밉의 성우로 캐스팅됐다. 2023년 11월 25일 방송된 "The Star Beast" 편을 통해 처음으로 등장하였으며, 만화를 원작으로 삼고 있어 설정과 줄거리는 대체로 같다.

## 등장 에피소드

### 만화
- Doctor Who and the Star Beast (Doctor Who Weekly #19–26)
- Party Animals (Doctor Who Magazine #173)
- The Star Beast II (Doctor Who Magazine Yearbook 1996)
- A Life of Matter and Death (Doctor Who Magazine #250) - 환영으로만 등장
- TV Action! (Doctor Who Magazine #283)

### 오디오 드라마
- The Ratings War
- Doctor Who and the Star Beast (The Comic Strip Adaptations Volume 1 수록작)

### TV 에피소드
- "The Star Beast" (2023년)